# Paranemastoma bacurianum
Espèce
Synonymes
- Nemastoma superbum bacurianum Mcheidze, 1959

Paranemastoma bacurianum est une espèce d'opilions dyspnois de la famille des Nemastomatidae.

## Distribution
Cette espèce est endémique de Géorgie. Elle se rencontre en Samtskhé-Djavakhétie, Kartlie intérieure et Gourie.

## Systématique et taxinomie
Cette espèce a été décrite sous le protonyme Nemastoma superbum bacurianum par Mcheidze en 1959. Elle est placée en synonymie avec Paranemastoma superbum par Staręga en 1978. Elle est relevée de synonymie et élevée au rang d'espèce par Modebadze, Martens, Snegovaya et Barjadze en 2023.

## Étymologie
Son nom d'espèce lui a été donné en référence au lieu de sa découverte, Bakouriani.

## Publication originale
- Mcheidze, 1959 : « მასალები მთიბავების (Opiliones) სახებრივი შედბენილობისა და გავრცელების შესწავლისათვის საქართველოში - Masalebi mt’ibavebis (Opiliones) sakhebrivi shedbenilobisa da bavrts’elebis shestsavlisat’vis Sak’art’veloshi. » სტალინის სახელობის თბილისის სახ უნივერსიტეტის შრომები - Stalinis Sakhelobis Tbilisis Sakh. Universitetis shromebi, vol. 70, p. 109–117 (ka).